# Сапожников, Владимир Миронович
Владимир Миронович Сапожников (12 сентября 1936 года, Москва—20 июня 2004 года, Москва) — Заслуженный учитель РСФСР, лауреат восьми соросовских премий, один из основателей системы матклассов в России.

## Биография
Родился 12 сентября 1936 года в Москве.
В 1944 году поступил в школу, которую окончил в 1954 году.
В 1954 году поступил в Московский городской педагогический институт им. В. П. Потёмкина на физико-математический факультет, который окончил в 1959 году, получив специальность учителя математики и черчения средней школы.
С сентября по октябрь 1959 года работал учителем математики в школе № 660.
Затем был призван в ряды Советской армии, прослужив там с октября 1959 года по ноябрь 1961 года. Демобилизован в звании младшего техника-лейтенанта, сдав экзамен на звание офицера запаса.
В декабре 1961 года вернулся в школу № 660, в которой работал до 31 августа 1965 года.
После ликвидации школы № 660 был переведен в школу № 125, где работал до 31 августа 1966 года.
С 1 сентября 1966 года и до конца своей жизни работал учителем математики в школе № 91.
В 1969 году Мироныч, как его называли ученики, набрал первый математический класс 91 школы.
Все началось с того, что несколько учеников, успешно сдав вступительные собеседования в математический класс 57 школы, отказались уходить туда учиться, объяснив это тем, что не хотят расставаться с любимым учителем математики.
13 декабря 1989 получил звание «Заслуженный учитель РСФСР».
Умер 20 июня 2004 года от рака, дома в Москве.
Похоронен на Востряковском кладбище (участок №92).

## Известные ученики
- Концевич, Максим Львович — лауреат Филдсовской премии.
- Пажитнов, Алексей Леонидович — советский и американский программист, изобретатель игры «Тетрис».
- Строганова, Татьяна Александровна — доктор биологических наук, профессор, её индекс Хирша равен 18.